# Cellana karachiensis
Cellana karachiensis is een slakkensoort uit de familie van de Nacellidae. De wetenschappelijke naam van de soort is voor het eerst geldig gepubliceerd in 1930 door Winckworth.